# Heteromormyrus ansorgii
Heteromormyrus ansorgii (Synonym: Hippopotamyrus ansorgii) ist ein afrikanischer Süßwasserfisch aus der Familie der Nilhechte (Mormyridae). Er kommt im Cuanza, im Kwango, im Kunene, im Okavango und im oberen Sambesi vor. Isolierte Populationen leben im Ruo, einem Nebenfluss des unteren Shire in Malawi, sowie im Buzi und Pungwe in Mosambik. Mögliche Vorkommen im Inkisi, im Einzugsgebiet des unteren Kongo, sowie im Lufira und Luwombwa im Stromgebiet des oberen Kongo sind unsicher.

## Merkmale
Die Fische erreichen eine Länge von 15 cm sind langgestreckt und haben ein endständiges Maul. Der Ansatz der Rückenflosse liegt hinter dem Ansatz der Afterflosse und näher zur Schwanzflossenbasis als zur Maulspitze. Die Rückenflosse wird von 18 oder 19 Flossenstrahlen gestützt und ist damit kürzer als die Afterflosse, die von 24 bis 26 Flossenstrahlen getragen wird. Die für viele Nilhechte typische Kinnschwellung ist bei Heteromormyrus ansorgii nur schwach entwickelt. Ein senkrecht stehendes schwarzes Band, das sich vom Beginn des Rückenflossenansatzes bis zur Afterflosse erstreckt, unterscheidet Heteromormyrus ansorgii und Heteromormyrus szaboi, seine Schwesterart, von allen anderen Nilhechten des südlichen Afrika.

## Lebensweise
Heteromormyrus ansorgii ist relativ selten und kommt in schnell fließenden Gewässern mit steinigen und felsigen Böden vor. Die Art ernährt sich von kleinen Wirbellosen, z. B. von Insektenlarven.

## Belege
1. 1 2 3  Bernd Kramer, Herman Van Der Bank, Michael Wink: Hippopotamyrus ansorgii species complex in the Upper Zambezi River System with a description of a new species, H. szaboi (Mormyridae). Zoologica Scripta, 33, Januar 2004, PDF
2. 1 2 3  Hippopotamyrus ansorgii auf Fishbase.org (englisch)